# Église Notre-Dame-de-l'Assomption de Grenade
Pour les articles homonymes, voir Église Notre-Dame-de-l'Assomption.
L’église Notre-Dame-de-l'Assomption est une église catholique située à Grenade, en France. L'édifice est classé au titre des monuments historiques en 1951.

## Localisation
L'église est située dans le département français de la Haute-Garonne, sur la commune de Grenade.

## Historique
C’est l’abbaye de Grandselve, fondatrice de la ville de Grenade en 1290, qui est à l’initiative de la construction de l’église Notre-Dame de l’Assomption au XIIIe siècle. En 1308, Clément V, premier pape d'Avignon, visite le chantier qui s'achève près d'un siècle plus tard, en 1376.

## Architecture

### L'extérieur
L’édifice de style gothique méridional est orné d’un clocher octogonal de type toulousain (XVe siècle) qui est percé de baies géminées dont deux étages avec des arcs en mitres. Il est coiffé d’une balustrade ornée de clochetons et d’une flèche de brique. Le portail monumental du XIVe siècle est surmonté de mâchicoulis et d'une balustrade ajourée. 

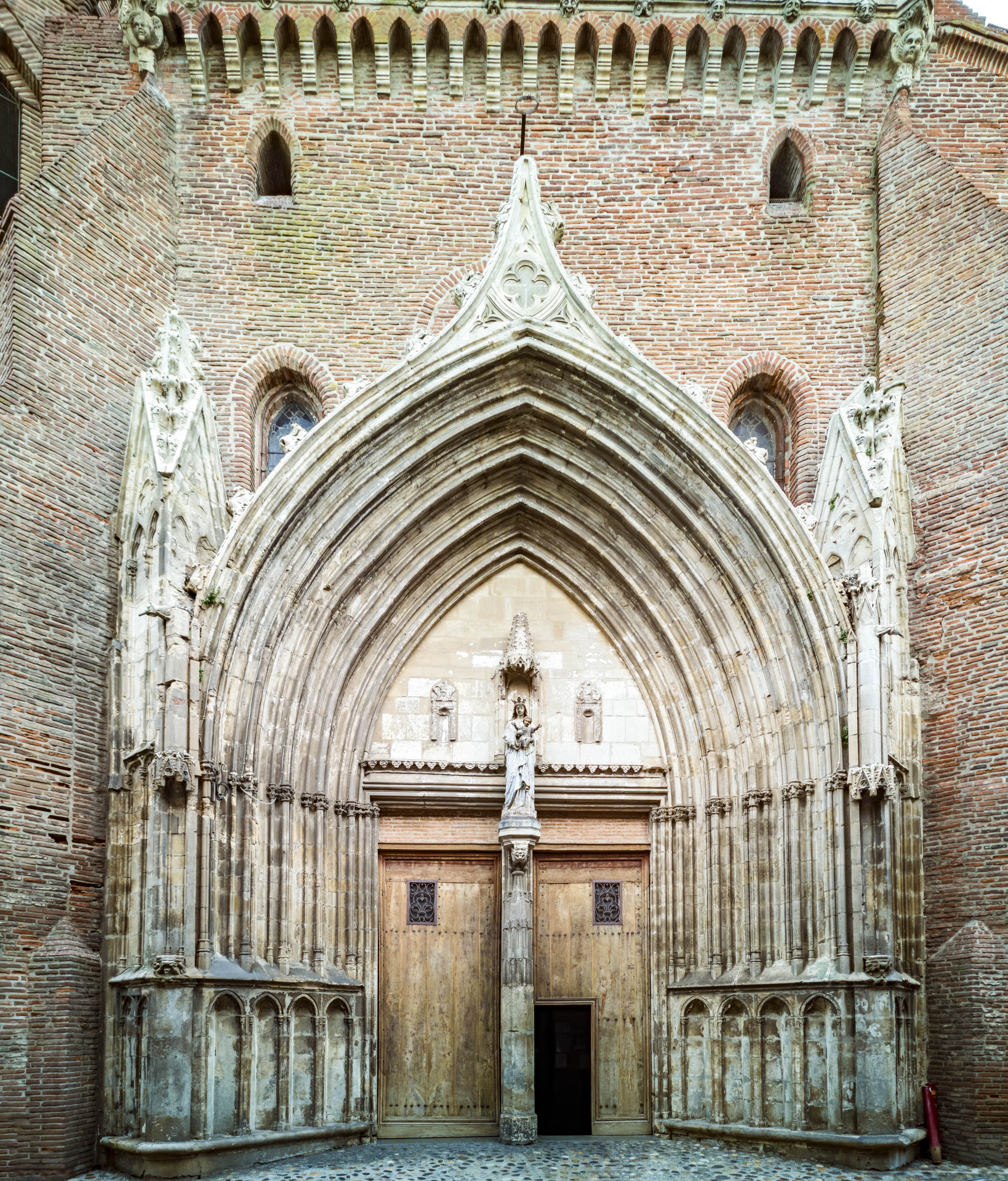
Le portail du XIVe siècle
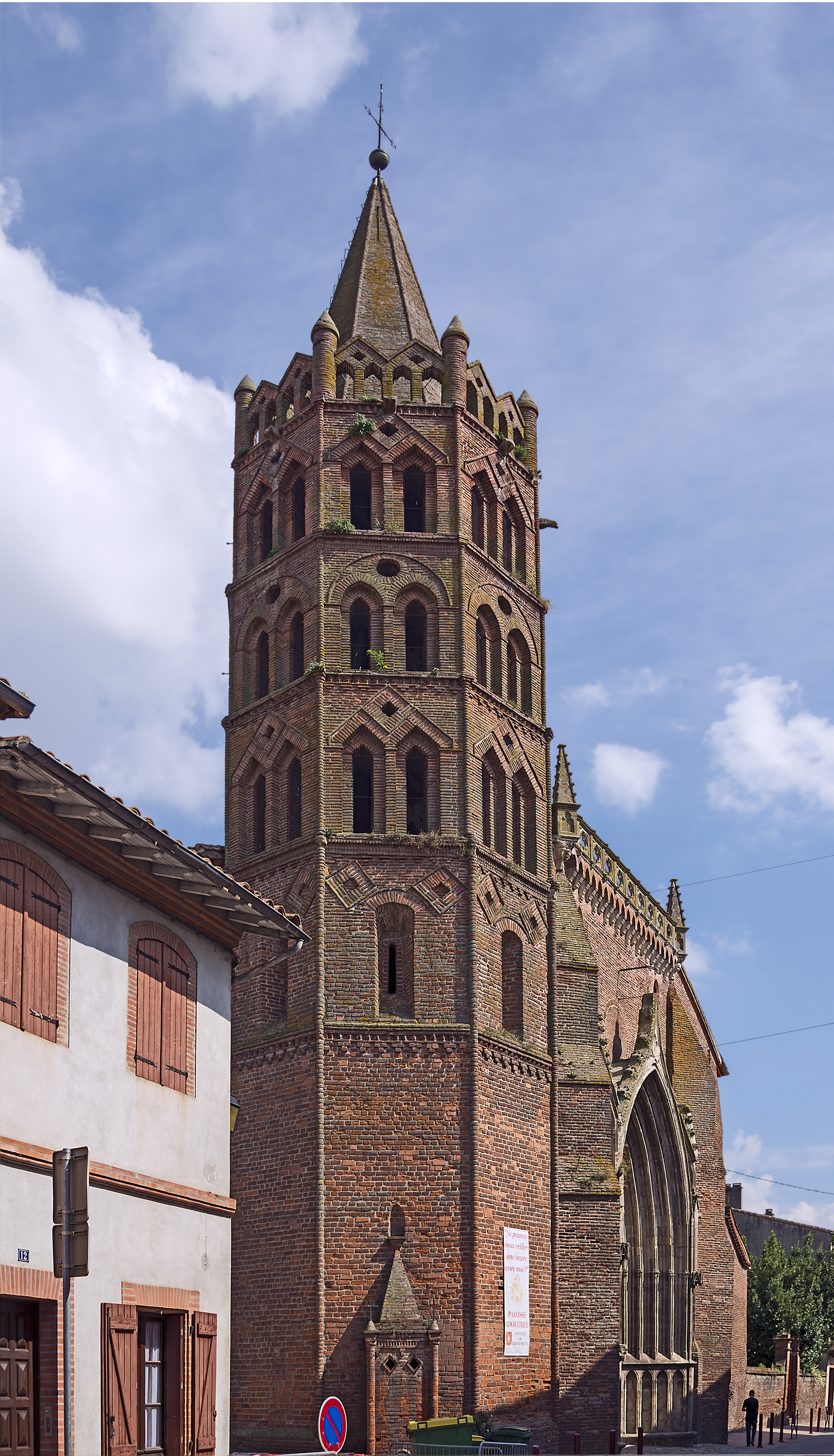
L'église Notre-Dame et son clocher octogonal

### L'Intérieur
L’édifice doit une grande partie de son aménagement intérieur aux campagnes de restauration menées au XIXe siècle. 
La contre-façade
- De part et d'autre de l'entrée principale deux statues représentant les parents de la Vierge : St Joachim et Ste Anne.
- L'orgue. Initialement c'est l'orgue de l'abbaye de Grand-Selve qui était installé à Grenade jusqu'à l'écroulement des voûtes et du mur de façade de l'église (1623). L'orgue actuel est une œuvre d'Aristide Cavaillé-Coll (1857), le positif de dos a été installé par un de ses anciens élèves installé à Agen, Jules Magen, en 1867. Buffet néo-gothique[2],[3].

La partie instrumentale de l'orgue est classée au titre des monuments historiques , de même que la console, en fenêtre, qui comporte trois claviers manuels (positif de dos, 8 jeux ; grand orgue 14 jeux ; récit expressif, 8 jeux) et un pédalier droit à l'allemande (4 jeux).

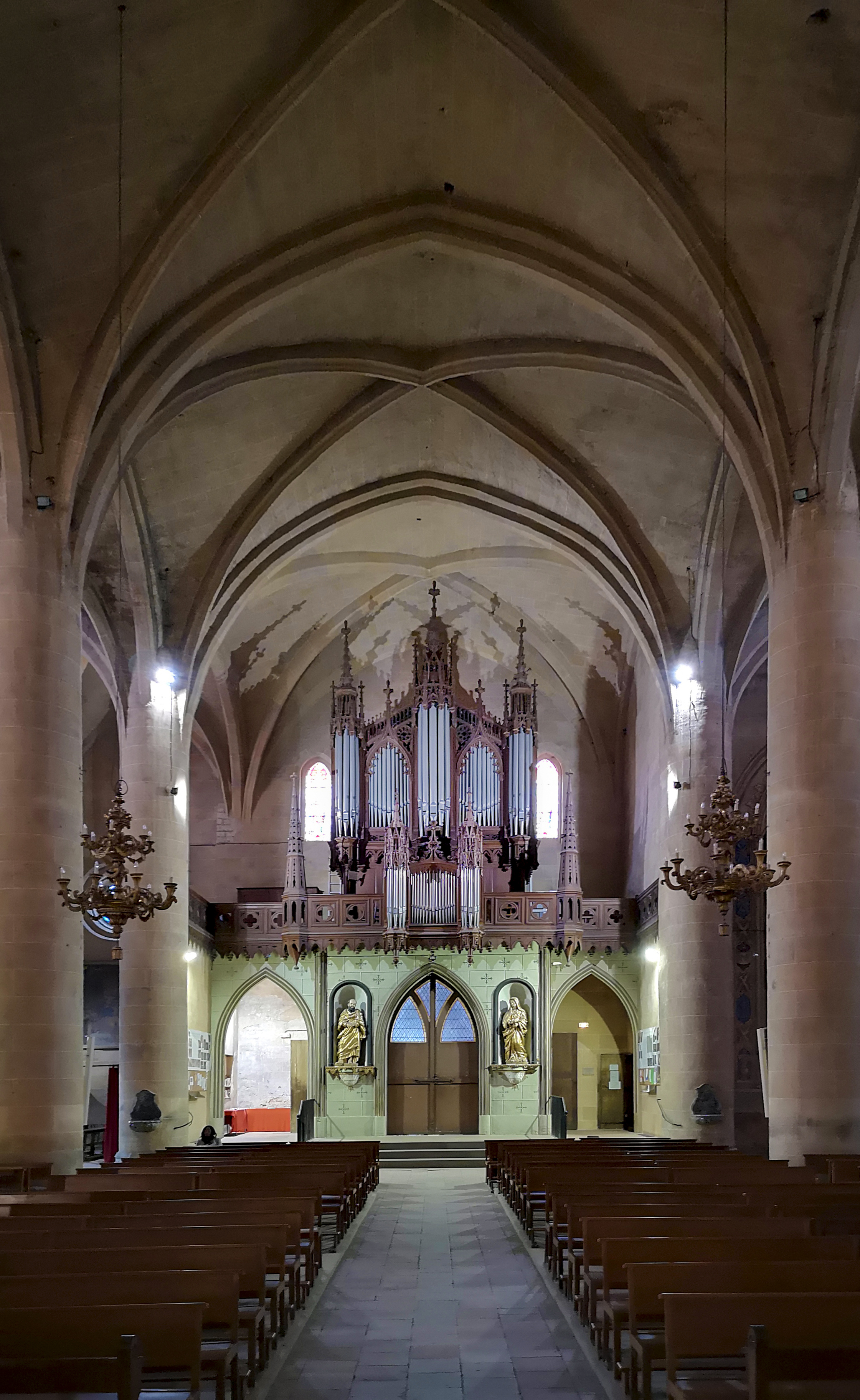
La contre-façade
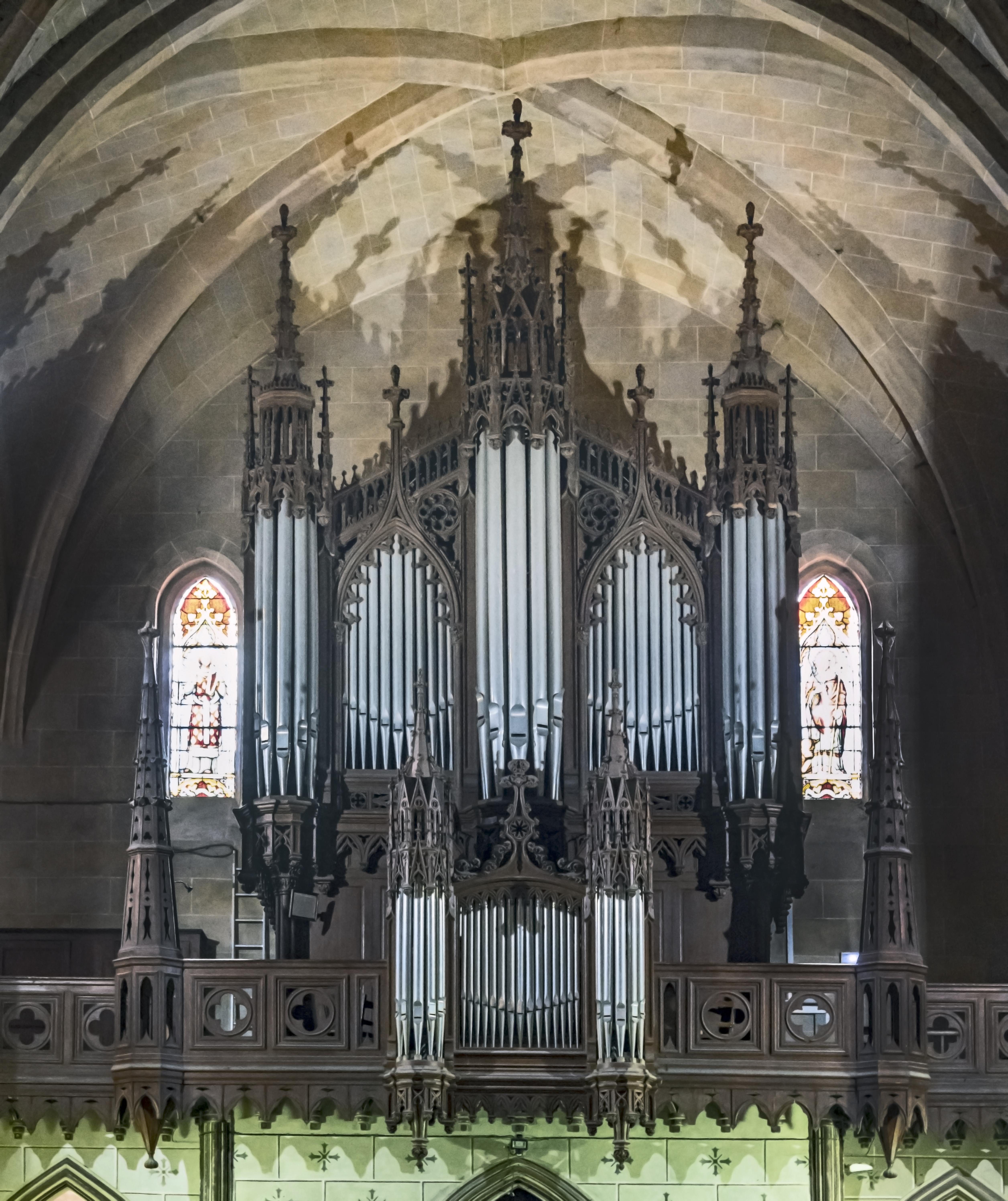
L'orgue de tribune
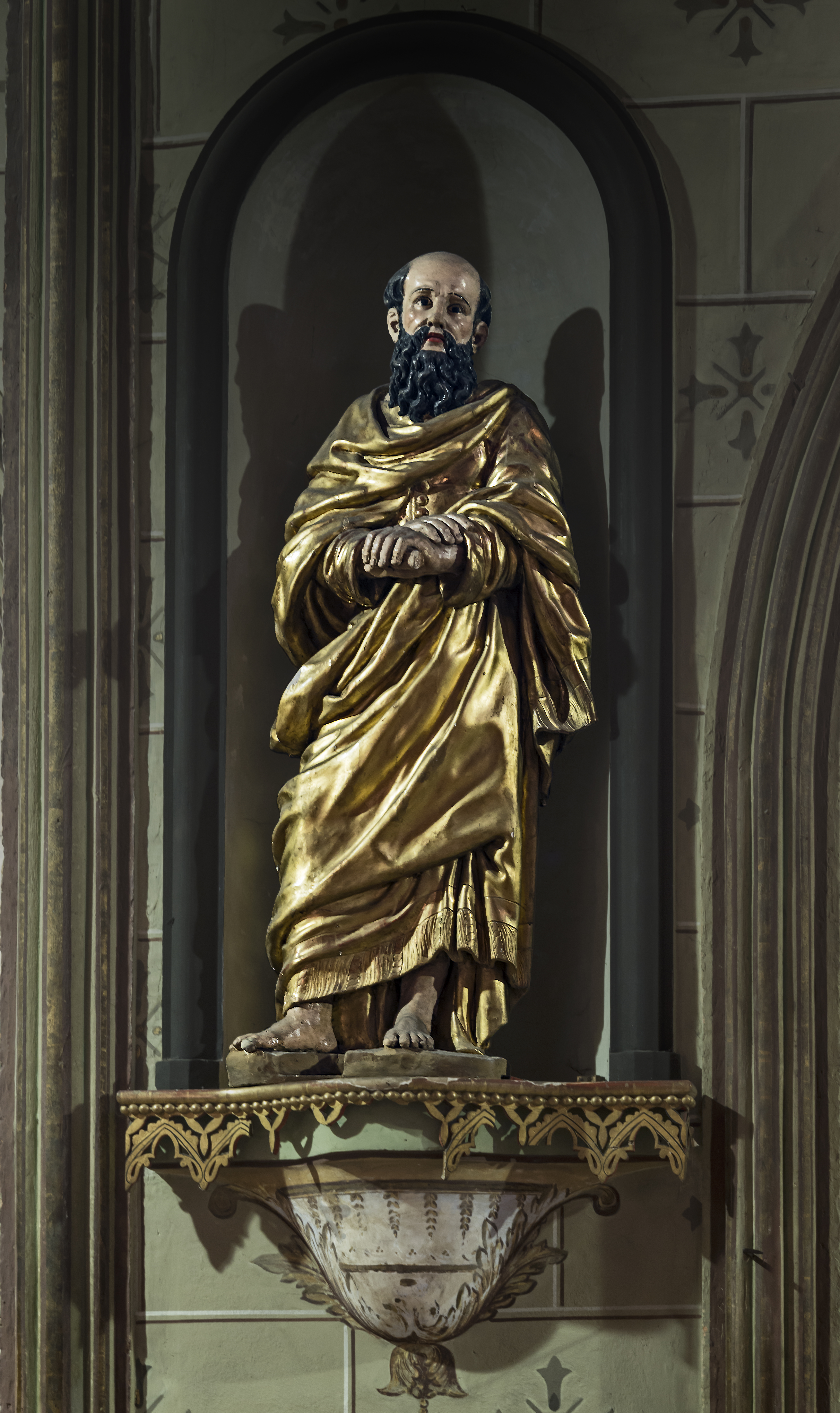
Statue de saint Joachim
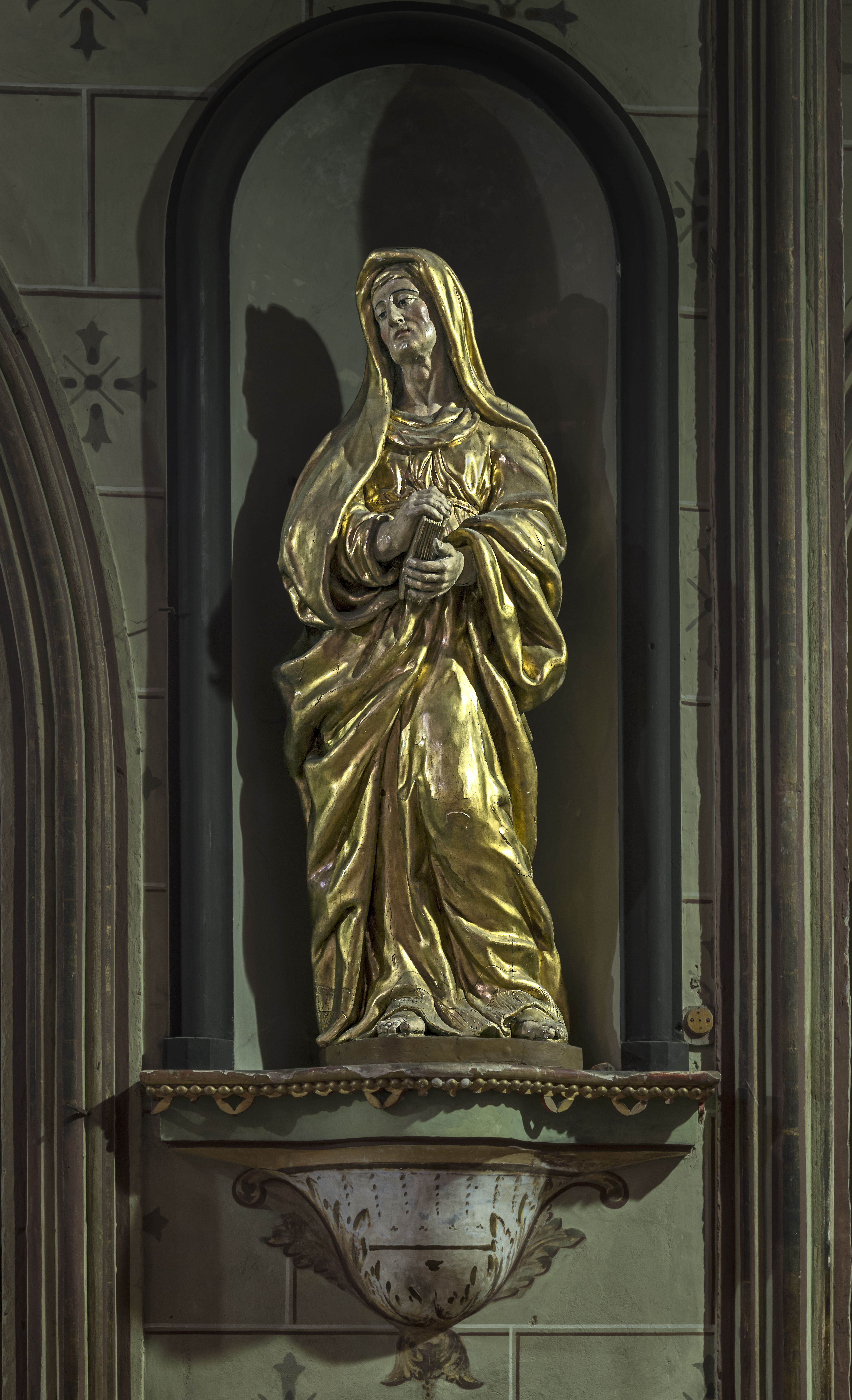
Statue de sainte Anne

La nef
La nef est partagée en trois vaisseaux, par deux files de sept colonnes et coiffée d’une voûte ogivale d’une grande élégance. Elle comporte huit travées. Onze chapelles sont disposées entre les contreforts. 
Dans la première chapelle de gauche, une piéta en bois polychrome datant de la moitié de XVIIIe siècle ; elle est l'œuvre de l'atelier de François Lucas. 
- La chaire, en bois dorée peinte en faux-marbre, est baroque. Elle est classée au titre des monuments historiques dans la base Palissy[6].
- Une des chapelles montre une Sainte-famille : huile du toile du XVIIe siècle classée au titre des monuments historiques.
- Les lustres de bois doré au nombre de neuf datent du XVIIIe siècle et sont classés[6].
- L’église possède un ensemble de toiles de grands maîtres toulousains des XVIIe et XVIIIe siècles en provenance de l’abbaye de Grandselve qui a disparu à la Révolution : la Fuite en Égypte, les Noces de Cana, la Présentation au Temple, la Purification, le Christ et les docteurs, la Pentecôte sont classés au titre des monuments historiques. Seule "la Présentation de Marie au Temple" a bénéficié d'une restauration en 2010. Cette toile, initialement attribuée à Antoine Rivalz, pourrait être du peintre Antoine Sieye[7].

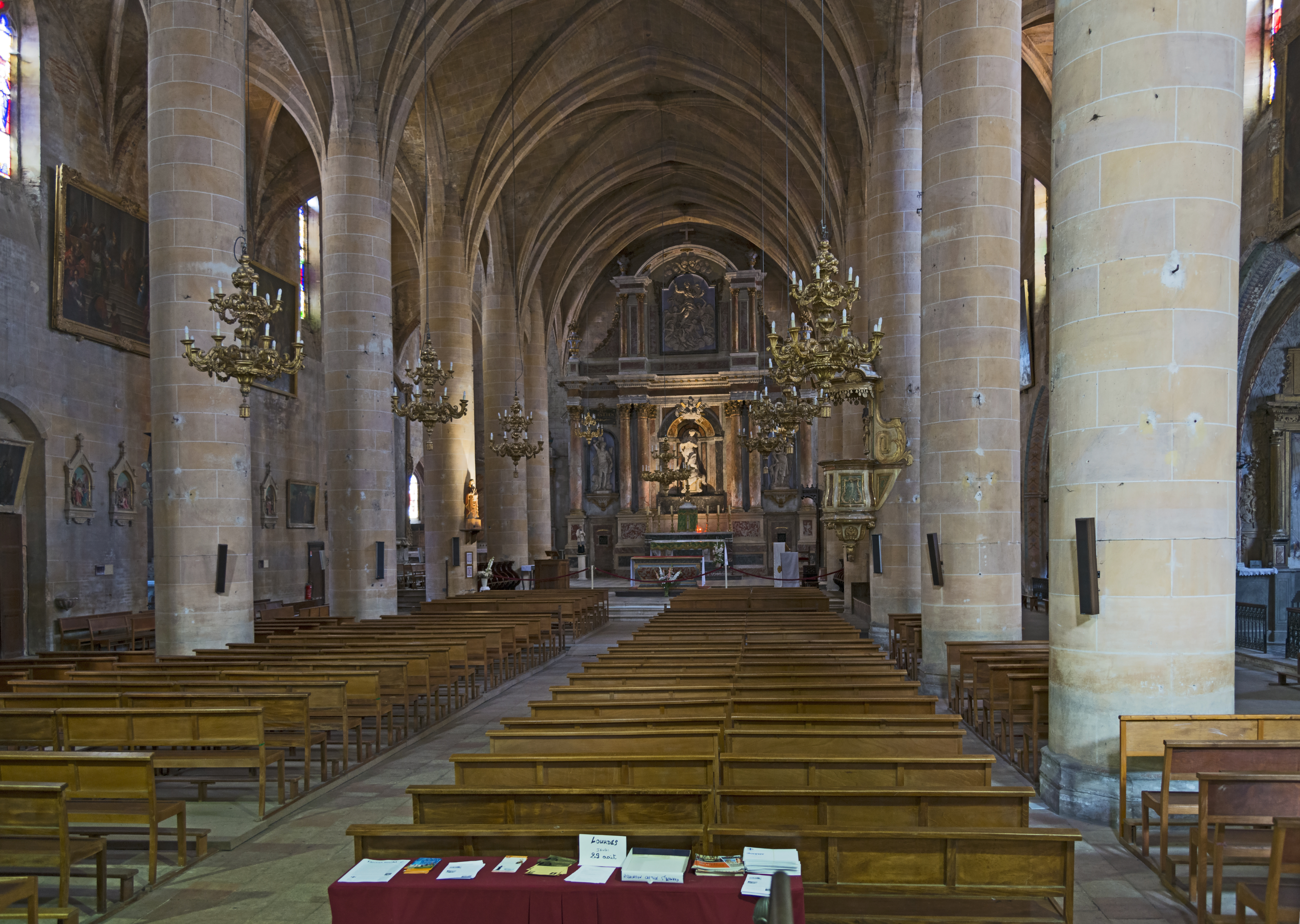
Vue de l'intérieur
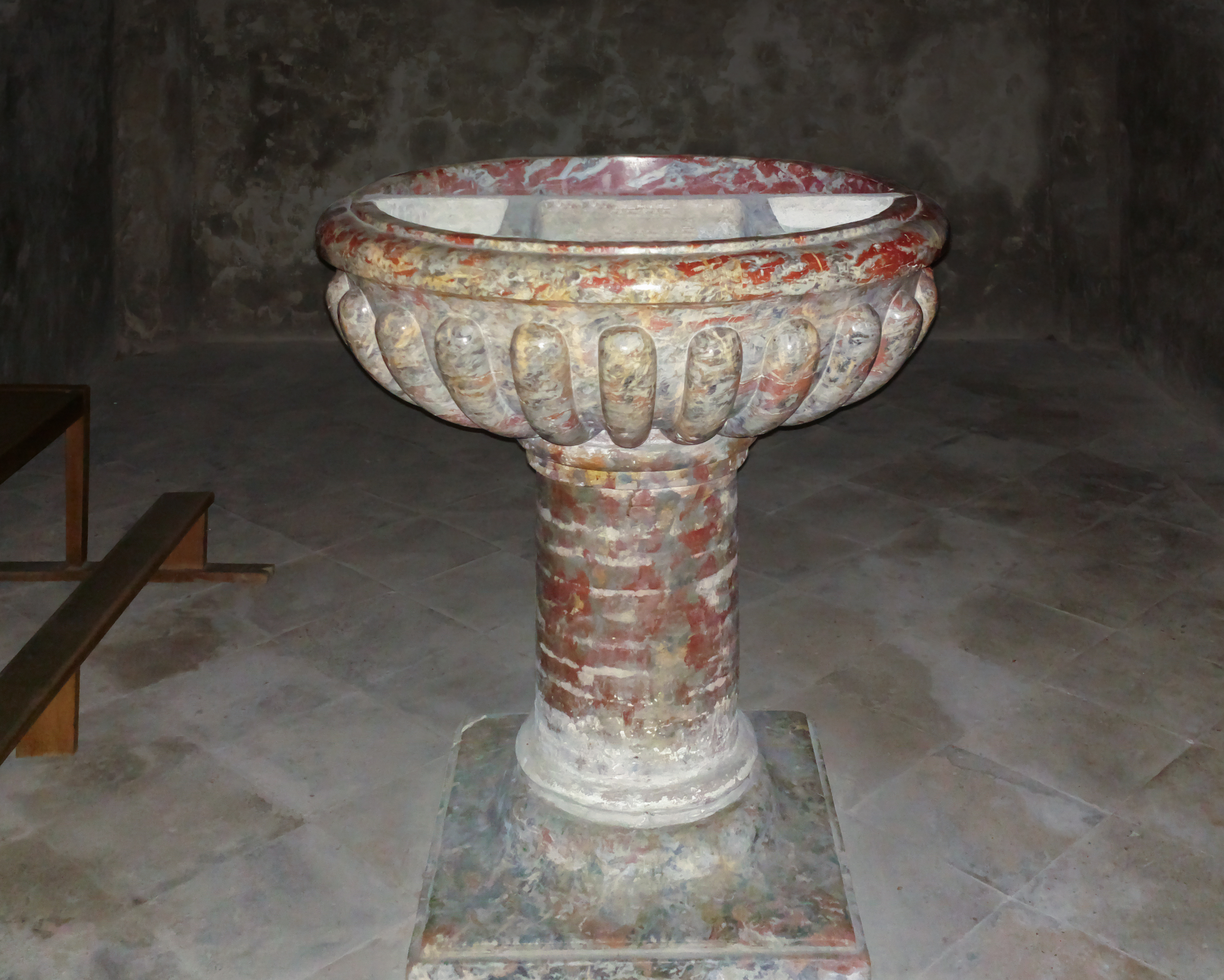
Les fonts baptismaux à godrons en marbre rouge
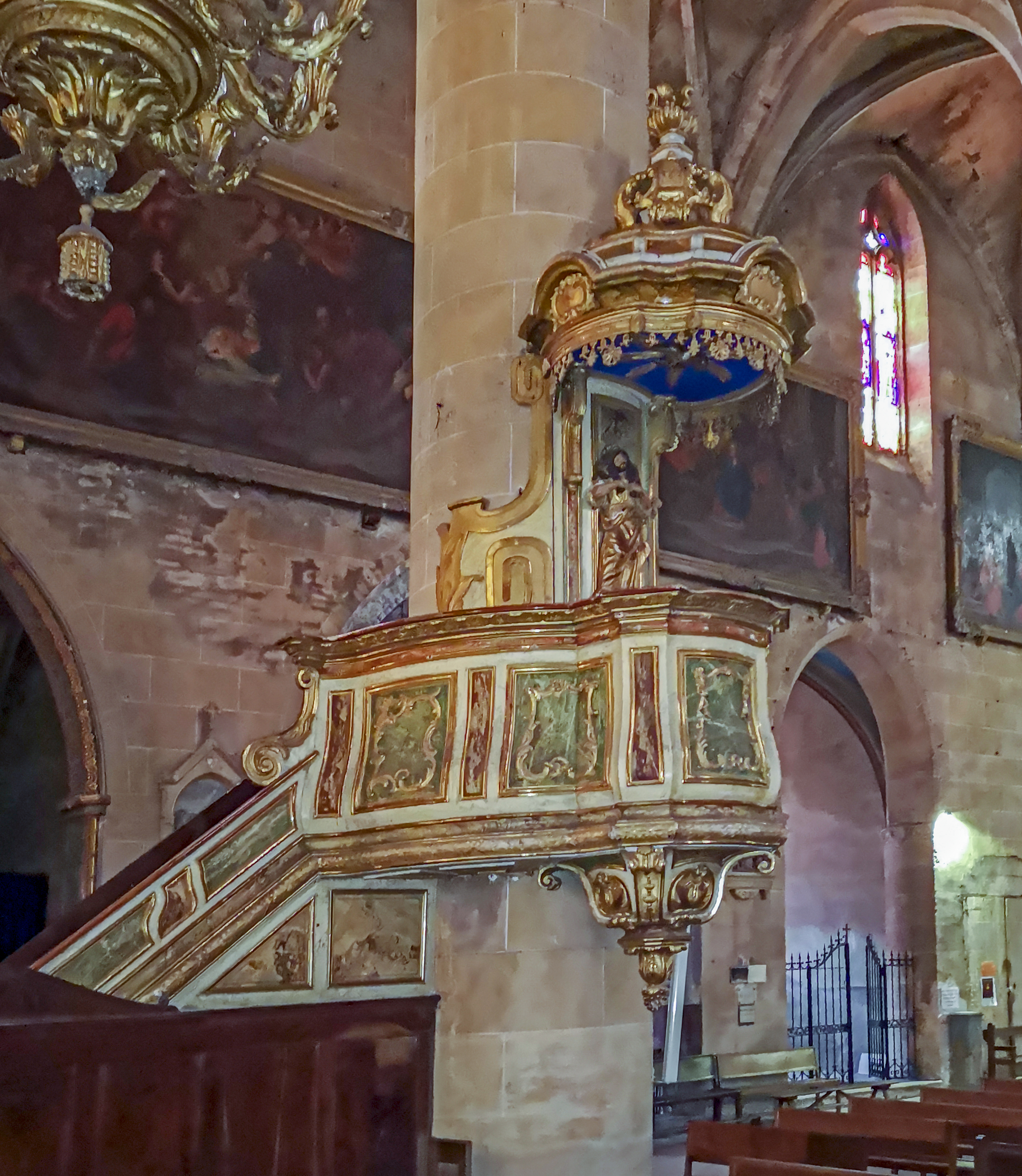
La chaire en faux marbre
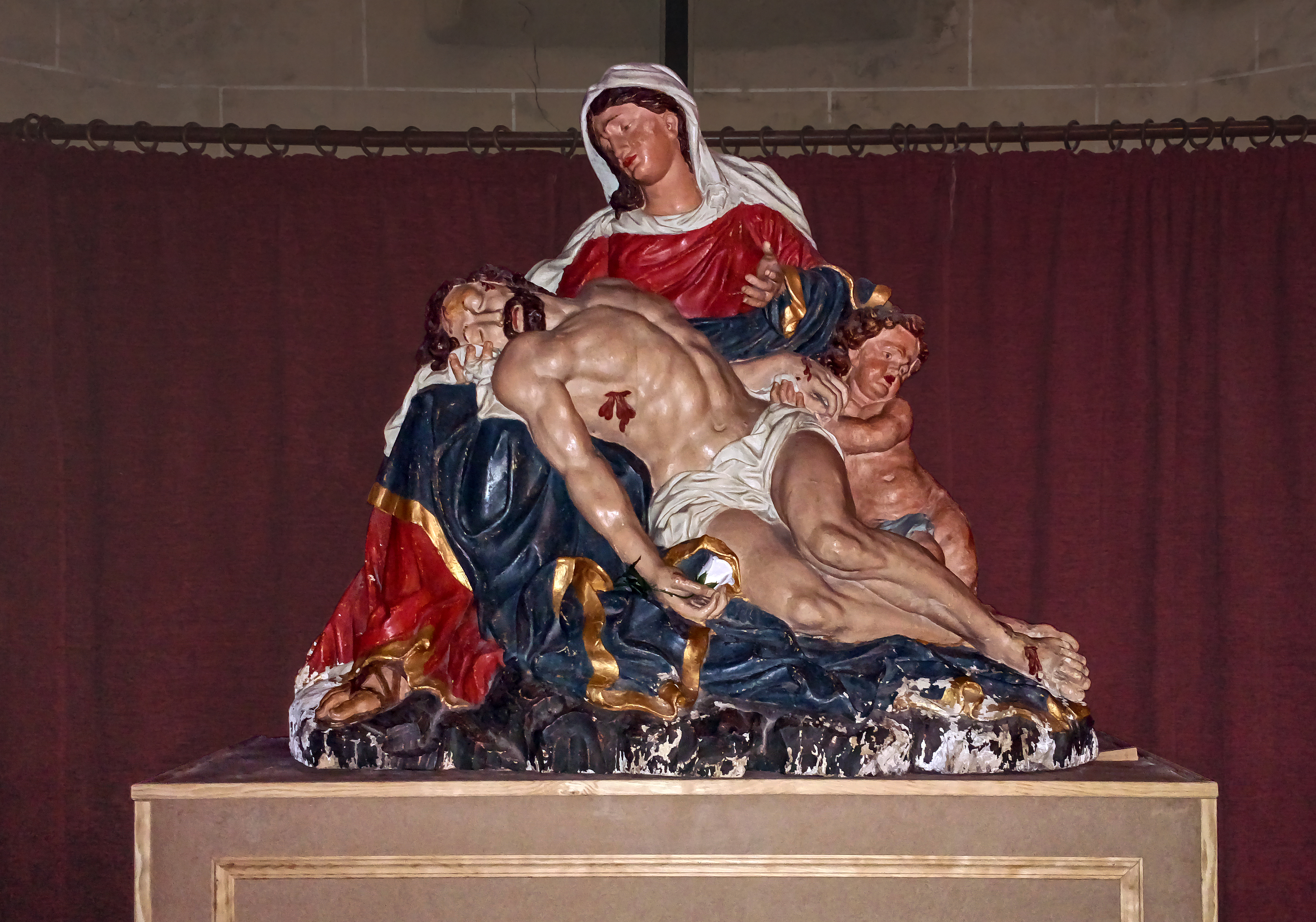
Piéta de François Lucas
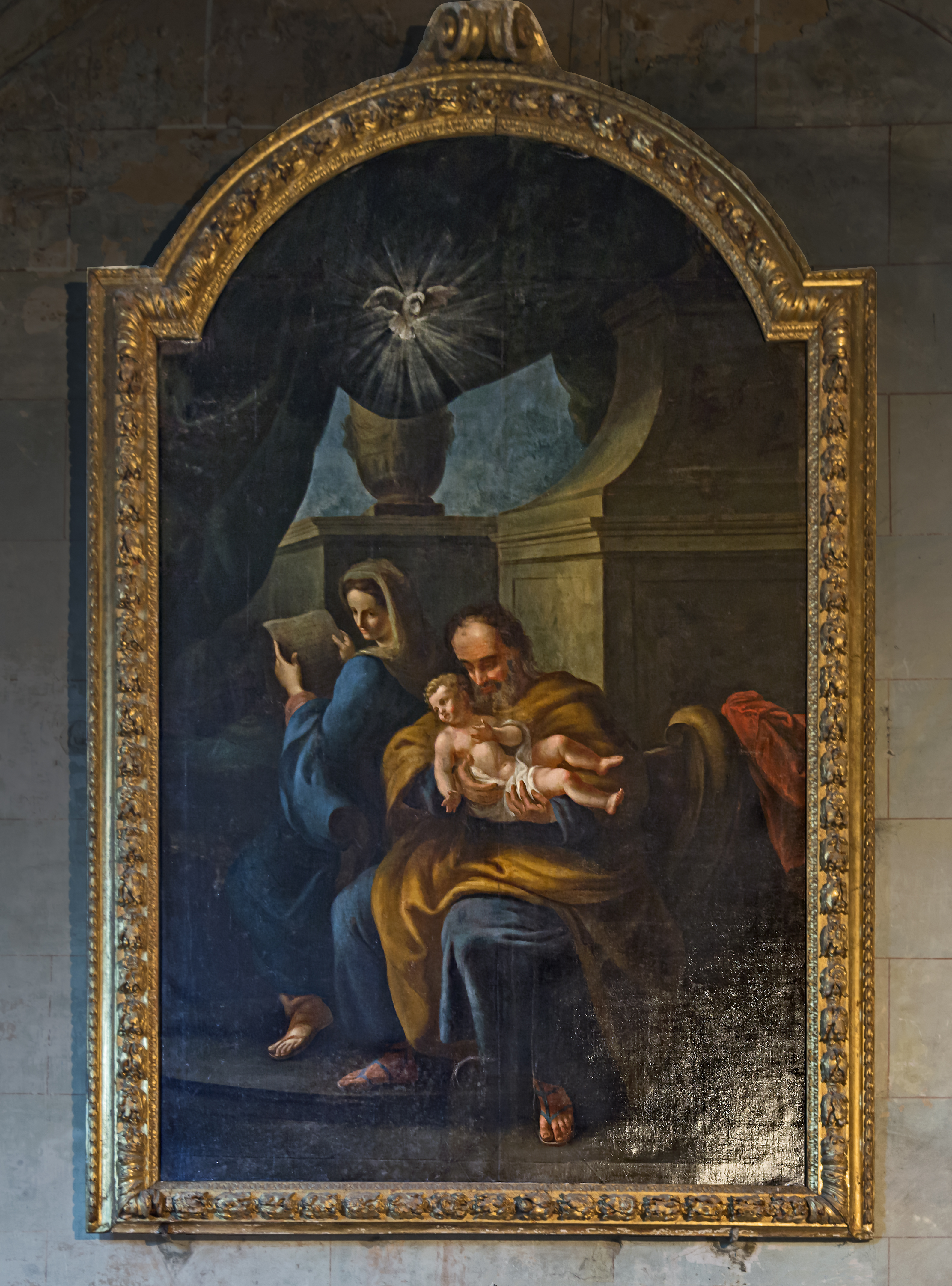
La sainte famille
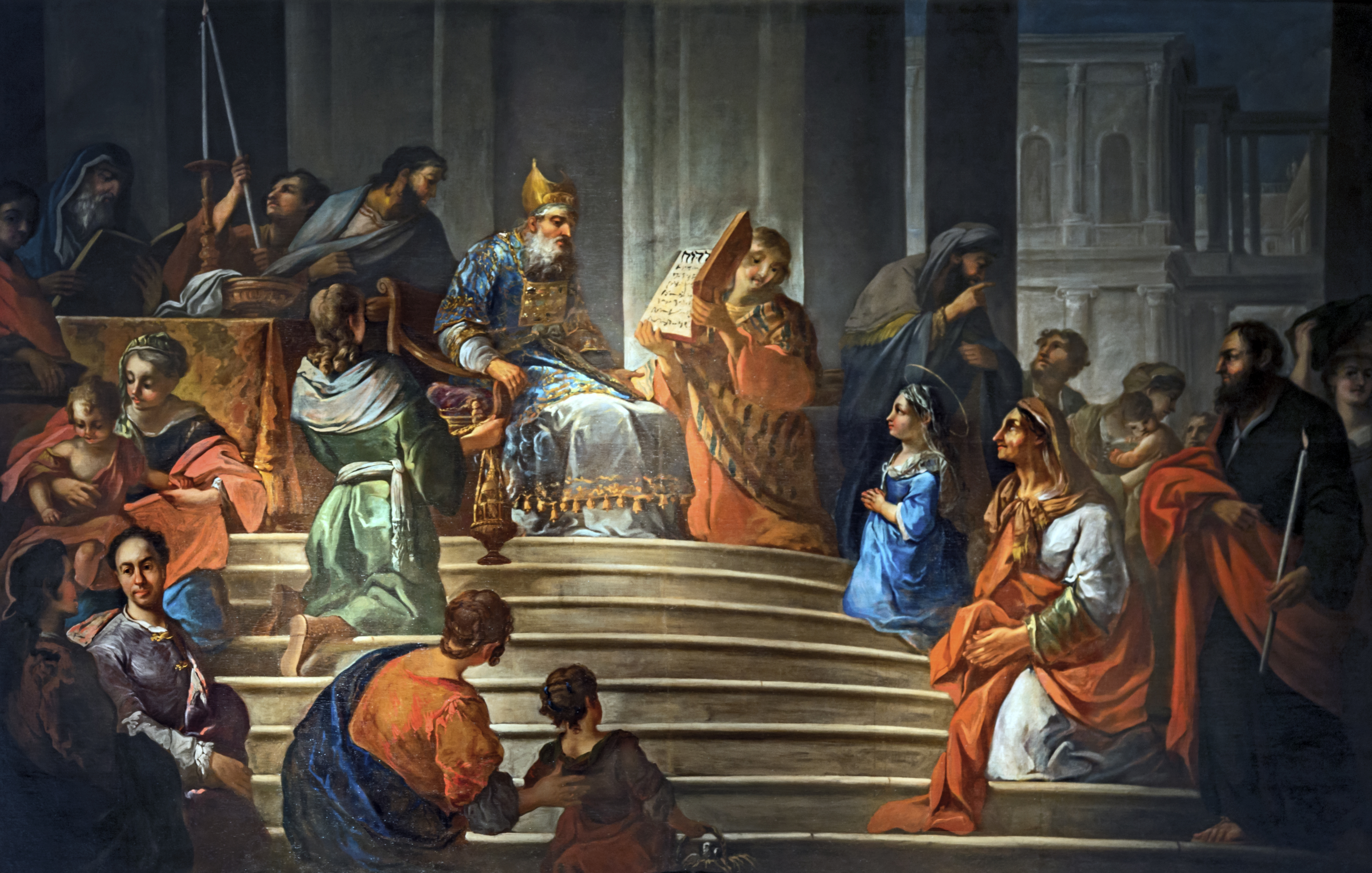
Présentation de Marie au temple
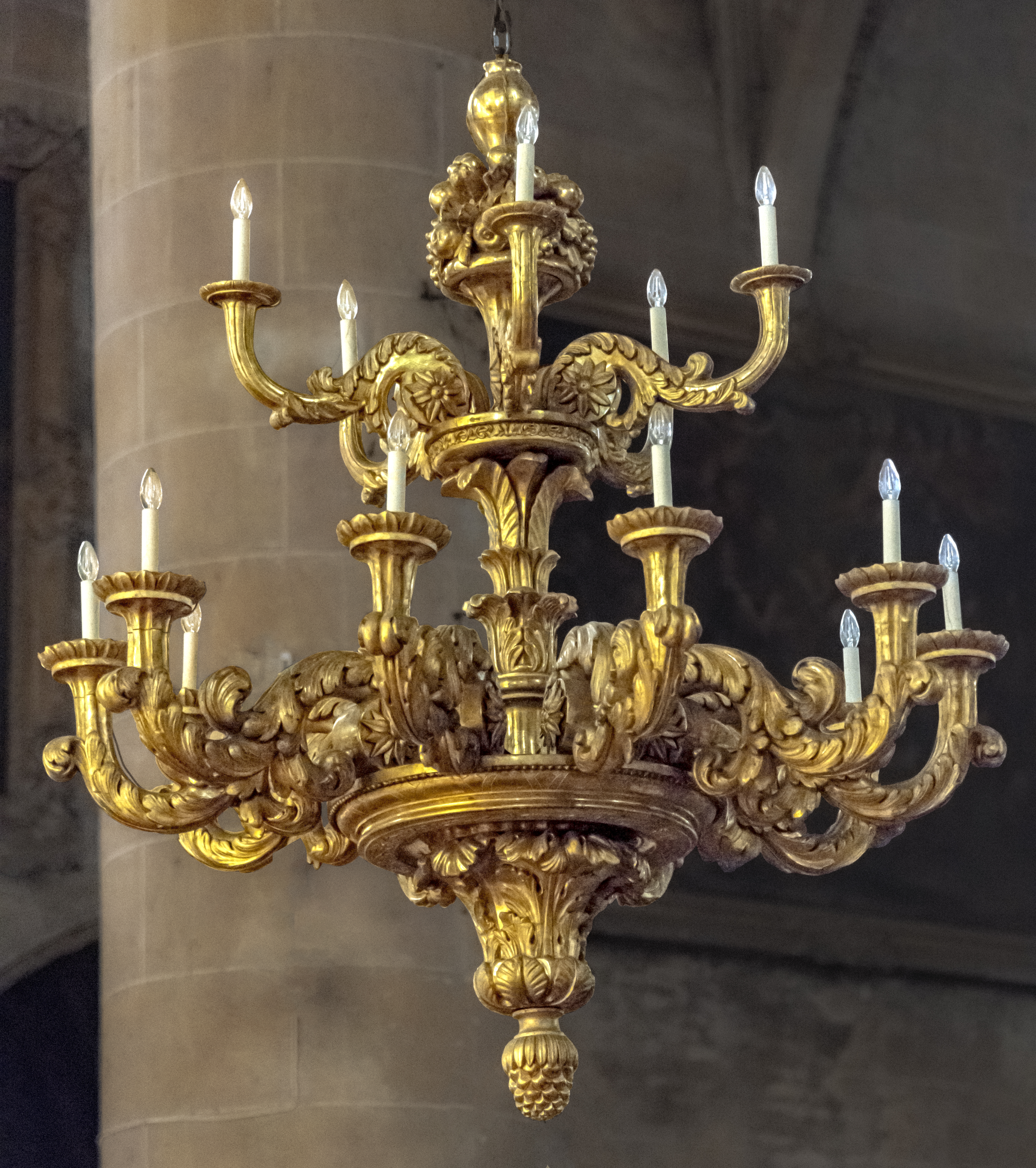
Lustre en bois doré du XVIIIe

Le chœur
Le  chœur à chevet plat est remarquable. Son riche mobilier est composé du grand retable dont plusieurs éléments sont classés au titre des monuments historiques. La statue centrale représentant l’assomption de la Vierge est encadrée à gauche par une statue de saint Sébastien et à droite par une statue de saint Roch, ces deux dernières sont des œuvres de Marc Arcis ; toutes deux sont classées.  

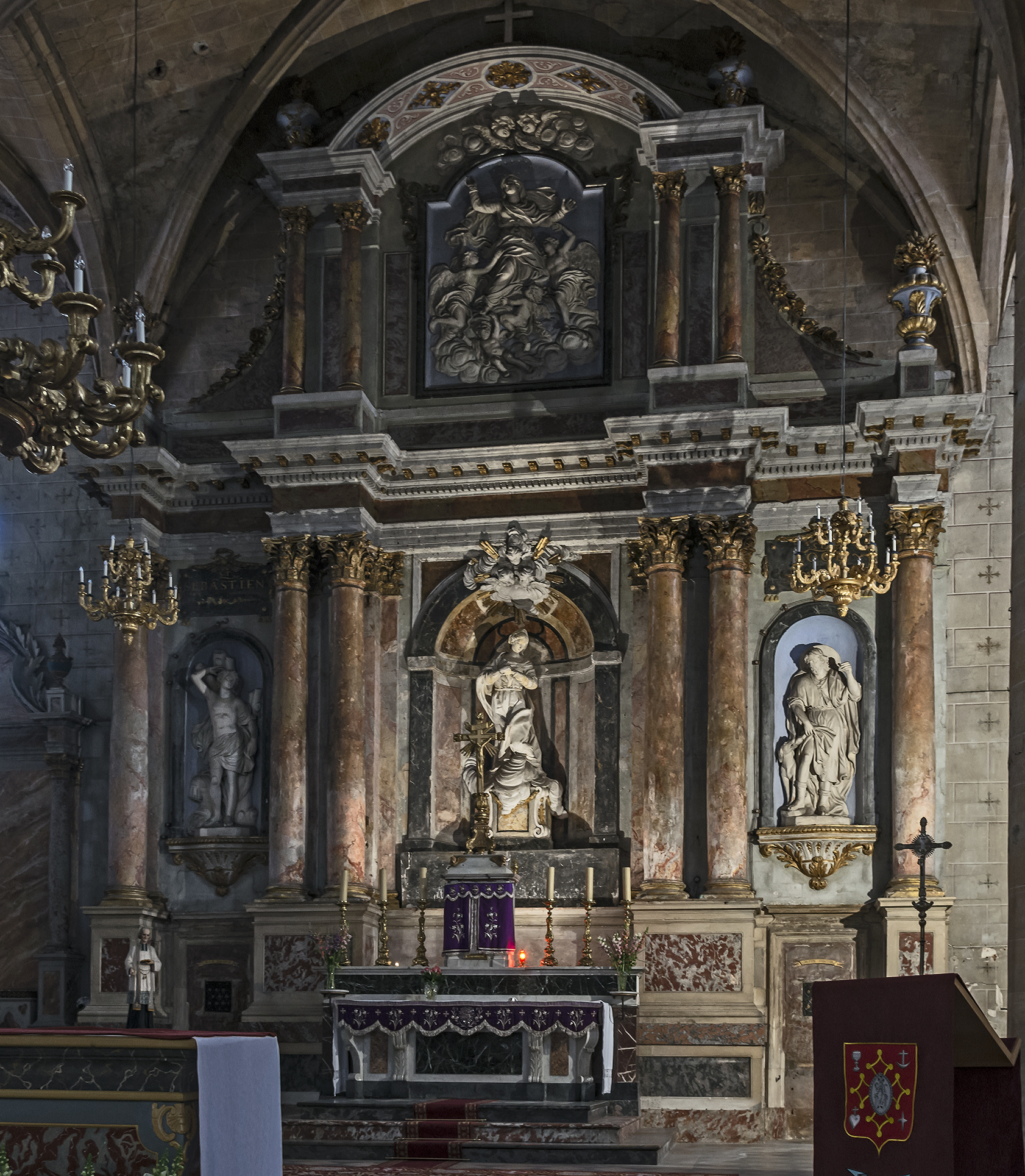
Le retable du maître-autel
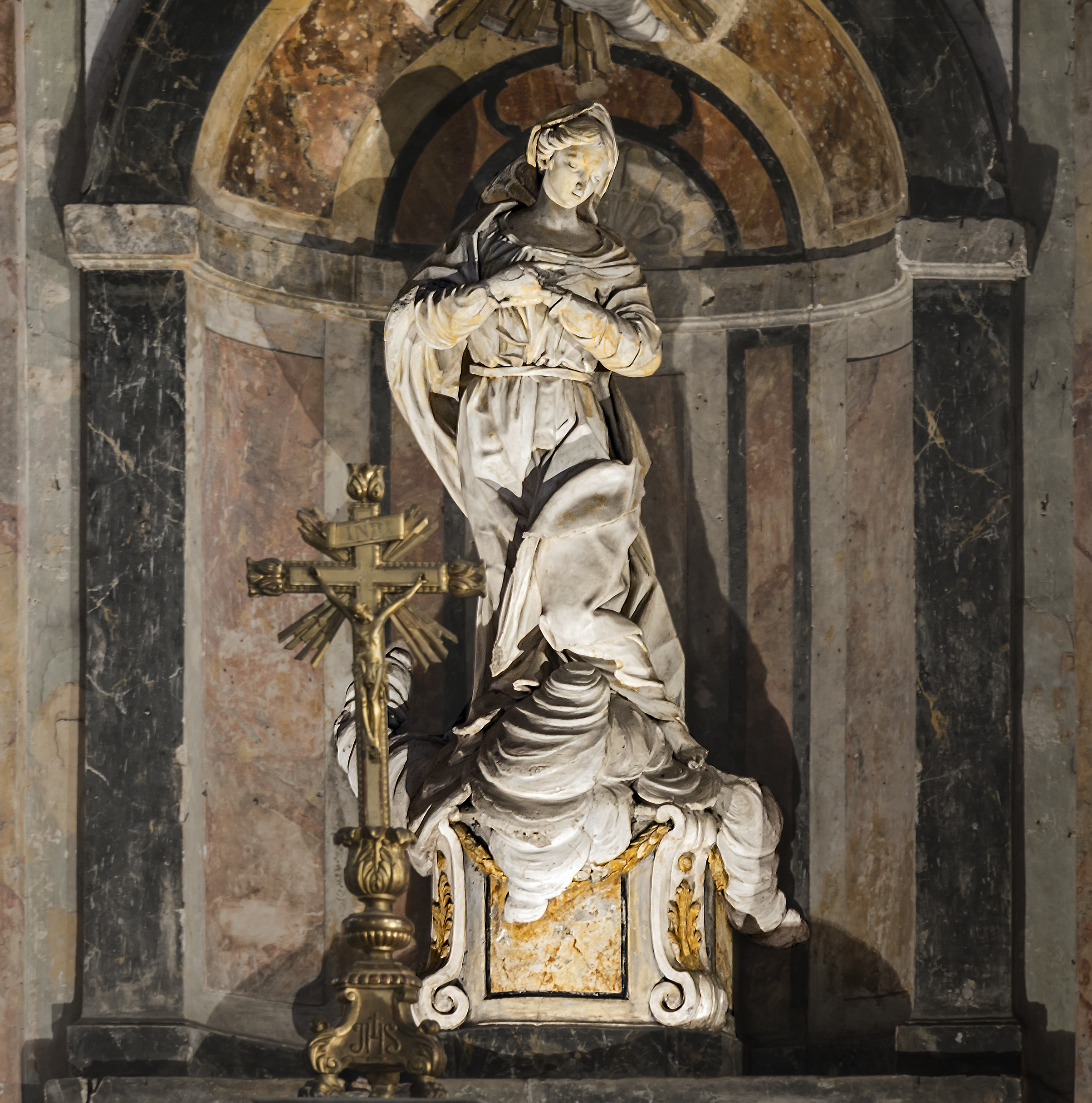
Notre-Dame de l'Assomption
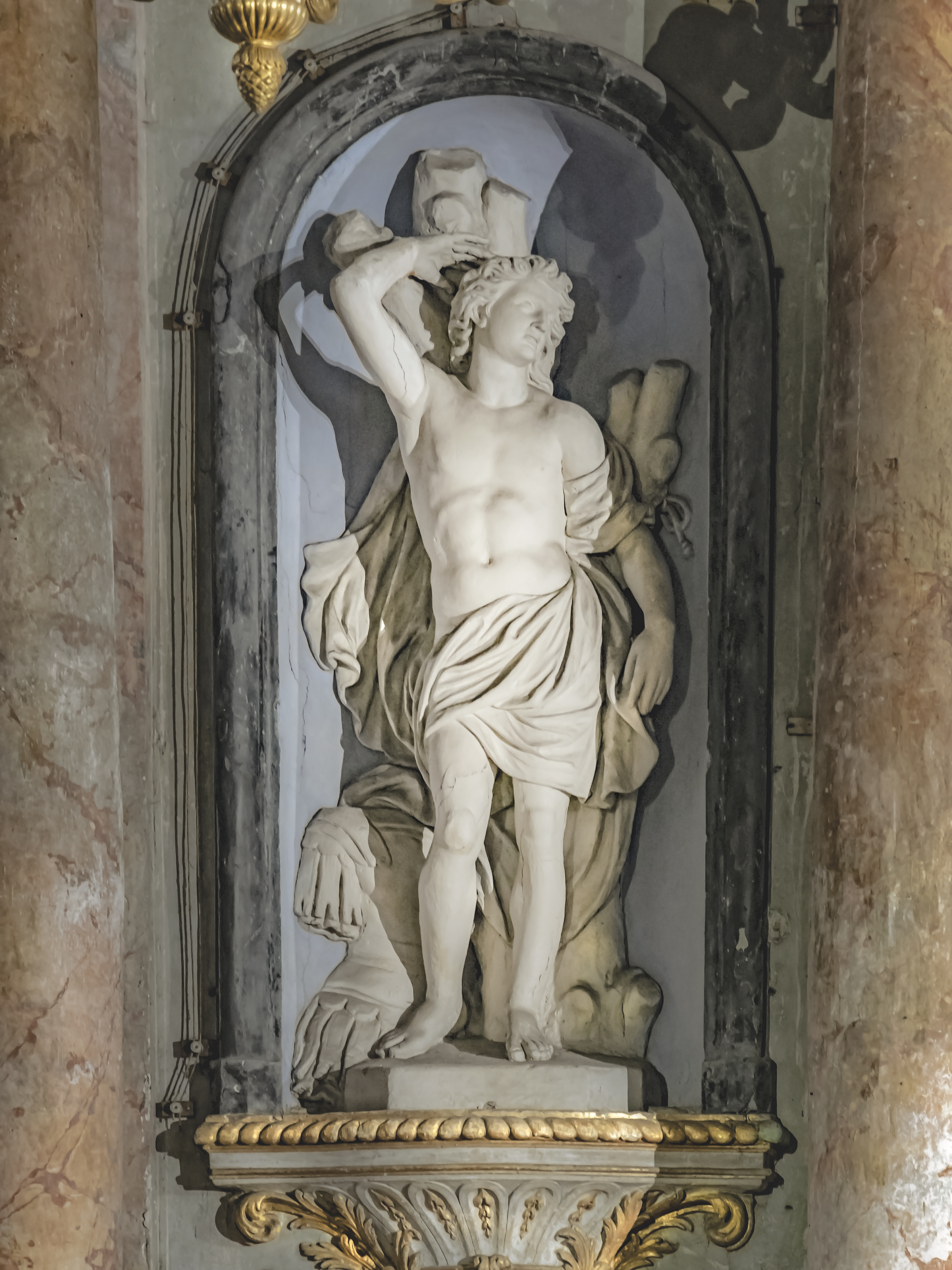
Saint Sébastien par Marc Arcis
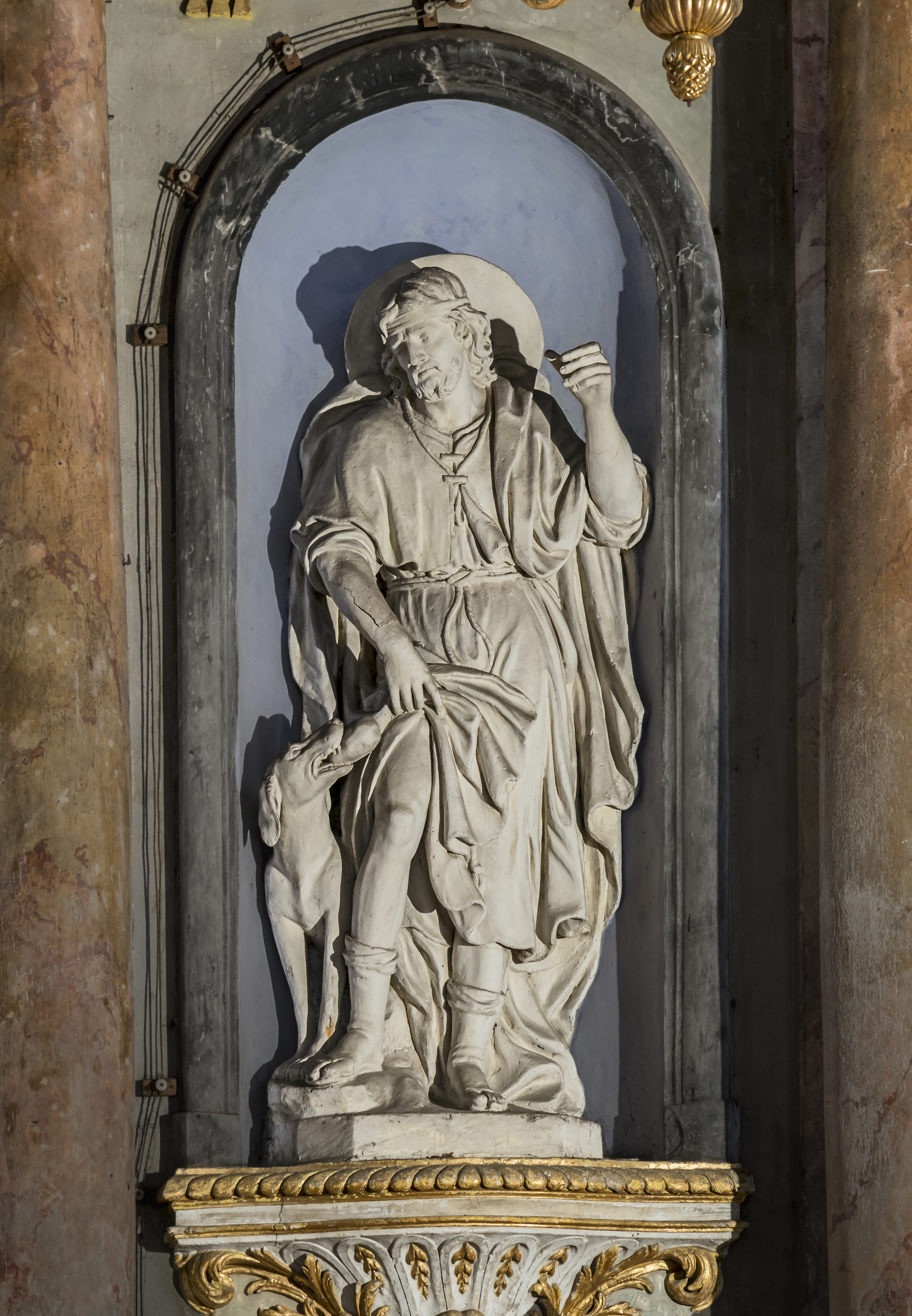
Saint Roch par Marc Arcis